# Teodora z Arty

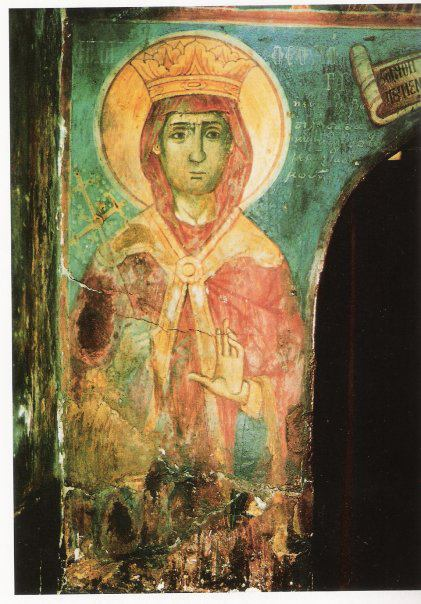
Fresk św. Teodory z Arty

Teodora z Arty (grec. Αγία Θεοδώρα της Άρτας) (ur. ok. 1225, zm. po 1270) – basilissa w Despotacie Epiru w latach 1231-1270. 

## Życiorys
Po porzuceniu męża Michała II Angelosa została wysłana do Nicei, później do Konstantynopola. Założyła w Arcie klasztory Jerzego i Pantanasa. Sama przywdziała habit zakonny. zmarła w klasztorze Jerzego. W kościele bizantyńskim czczona jako święta. 